# رياجين بلازمي سريع

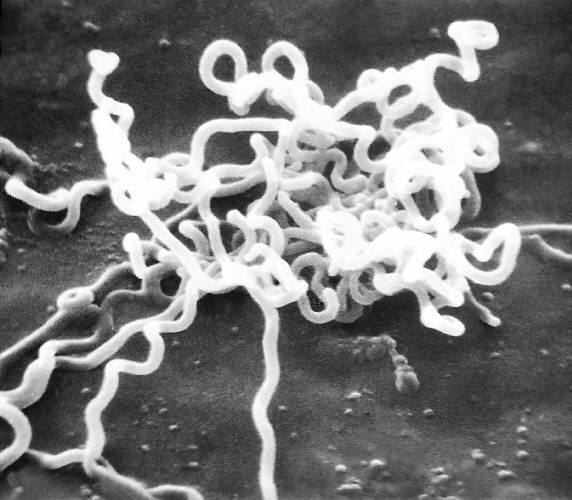
اللولبية الشاحبة البكتيريا المسببة لمرض الزهري.

الرياجين البلازْمِي السَّريع اختبار يتم البحث عن اجسام مضادة ليست مخصصة للولبية الشاحبة المسببة لمرض الزهري.

## الدقة
هذا الاختبار يعتبر اختبار اولي فعال ويكون أيضاً جيد للكشف عن الأشخاص الذين لا يعانون من أي اعراض ويكونون مصابين بالمرض. وهذا الاختبار من الممكن أن تكون نتيجتة ايجابية ولكن الشخص ليس لدية المرض. النتيجة الايجابية الخاطئة يمكن ان تكون بسبب (الملاريا، الزهريفترة الحمل، التهاب الكبد، الحصبة، أمراض المناعة الذاتية هذا الاختبار لابد من أن يتبعه اختبار اللولبية الخاص. اختبار يعتمد على اجسام مضادة تكون مفرزة ضد الولبية الشاحبة. الاختبار أول يسمى تجمع دموي للولبية الشاحبة.

## البدائل
يوجد احتبار اخر يستخدم للكشف المبدئي عن الزهري ويسمى اختبار مختبر أبحاث الأمراض المنقولة جنسيا. اختبار الرياجين البلازْمِي السَّريع يستخدم أكثر شيوعاً.
اختبار اخر يسمى اختبار صورة شريط المناعية الدموي (بالإنجليزية: immunochromatographic strip test)‏. ونشرت دراسة في هام 2006 تقول ان هذا الاختبار يتفوق اختبار الرَّاجِنَةُ البلازْمِيَّةِ السَّريعَة One of ن حيث مقدار الحساسية والاختصاص. اختبار امتصاص الأجسام المضادة للولبية الشاحبة الأكثر حساسية للكشف عن مرض الزهري.